# LitoLab
A antiga Litoteca do Museu de Geociências localizado no Instituto de Geociências da USP (IGc/USP) foi criada em 2015. Após diversas influências e aprimoramentos, atualmente opera como Laboratório de Preservação de Acervo Litológico (LitoLab). Esta mudança conceitual e prática, que migrou de um caráter exclusivamente científico para um ponto de vista científico-museológico, permite que as coleções ali preservadas usufruam de diversas práticas comuns ao campo do patrimônio. Por meio de uma análise comparativa das gestões de coleções geológicas em âmbito nacional, na qual são analisadas diversas litotecas e coleções geológicas no Brasil, dentre elas o LitoLab IGc/USP apresenta uma metodologia de comunicação e documentação que o aproxima das coleções musealizadas, distanciando-o das litotecas cuja missão se detém ao procedimento de inventário e salvaguarda.

## Missão

### Preservar as coleções científicas
O LitoLab IGc/USP tem como objetivo central conservar, gerir e tratar materiais geológicos procedentes de pesquisa científica do Instituto de Geociências da USP e de outras Instituições.

### Catalogar as amostras
Busca-se no LitoLab desenvolver os processos de catalogação e de acessibilidade à informação relativa as amostras presentes no seu acervo.

### Gerir a consulta aos arquivos
O LitoLab IGc/USP apoia e presta serviços à quem solicite a consulta aos arquivos.

## História
A Litoteca IGc-USP desenvolveu-se em 2014, a partir do então diretor do Instituto de Geociências da USP (IGc/USP), professor Valdecir de Assis Janasi, que colocou em operação esse projeto para armazenar e preservar coleções geocientíficas. Dessa forma, as coleções geológicas produzidas pelos pesquisadores do instituto cuja relevância científica seja reconhecida pela Comissão da Litoteca encontraram um local de armazenamento definitivo, projetado exclusivamente para sua preservação. 
A funcionária selecionada para administrar o acervo litológico, Camila Hoshino Sborja, teve sua contratação definida em função de sua experiência na gestão de acervos bibliográficos e formação em Geografia, além da conclusão de um estágio de três meses junto à coleção Paleontológica do IGc-USP. Concluído o estágio da funcionária, finalizada a compra e instalação de todos os arquivos, equipamentos e mobiliário, a Litoteca IGc-USP, pode ser inaugurada em novembro de 2015. 
Em 2016, a gestão da Litoteca IGc-USP foi transferida da diretoria para o Museu de Geociências do Instituto de Geociências da USP, tendo em vista suas afinidades temáticas. A vinculação da Litoteca ao Museu acrescentou à gestão de amostras um olhar incomum a esse tipo de coleção, por meio da aplicação de práticas museológicas. Gerou, também, participações da Litoteca e de seu acervo em exposições temporárias, produzindo outros métodos de divulgação das coleções. 
Iniciou-se, também, o uso do banco de dados Omeka, como um catálogo virtual e inventário eletrônico de amostras. Esse catálogo serviu para controle interno de amostras, permitindo a recuperação da informação de forma eficiente e disponibilizando informações para relatórios e anuários estatísticos da universidade.
Em dezembro de 2016, ocorreu a elaboração do Regimento e Regulamento da Litoteca, com a aprovação pela Congregação do IGc-USP. Estes documentos definem as funções, constituição, competências, organização e procedimentos de aquisição, doação e empréstimos do acervo.
Com a Pandemia, uma série de mudanças foram a ser discutidas. A primeira renovação foi a atualização do nome da Litoteca para  Laboratório de Preservação de Acervo Litológico LitoLab IGc-USP . Em seguida, com a revisão dos procedimentos seguidos pelo agora LitoLab, ocorreu a troca de software do banco de dados do acervo virtual. O antigo Omeka foi substituído pelo Tainacan - um software livre, que permite a gestão e compartilhamento de acervos. 
Atualmente, tem-se outra influência da vinculação como o Museu de Geociências: a construções narrativas para o LitoLab.  Dessa forma, foi pensado que além de amostras de publicações científicas, era necessário a incorporação de objetos históricos referentes à essas coleções no acervo do LitoLab. Assim, está sendo criado o Projeto Memória, que traz uma nova perspectiva para essas produções.

## Acervo
O LitoLab contém coleções científicas fruto das pesquisas do Instituto de Geociências da USP. As coleções científicas são compostas por amostras de rochas e seus materiais derivados, como minérios, sedimentos, solos, lâminas petrográficas, concentrados de minerais e materiais pulverizados, bem como materiais utilizados pelos pesquisadores durante os trabalhos, como cadernetas de campo, cadernos de anotações, fotografias, slides, bússolas, marteletes, câmeras fotográficas, mapas e publicações originais com anotações e autógrafos, todos vinculados à pesquisas científicas publicadas e de relevância acadêmica reconhecida pela comissão de gestão do LitoLab IGc/USP. Estão incorporadas e disponíveis 2598 amostras no site do LitoLab, divididas em 36 coleções, além de 3 coleções que estão em processo de incorporação. Abaixo segue a lista das 36 coleções disponíveis:
1 – Coleção Poços de Caldas – Horstpeter Ulbrich – Fonólitos e Nefelina Sienitos 
2 – Coleção Poços de Caldas – Daniel Atencio – Rochas Alcalinas
3 – Coleção Cana Brava – Ciro Correia – Rochas Ultramáficas 
4 – Coleção Fernando de Noronha – Mabel Ulbrich – Rochas Vulcânicas 
5 – Coleção Piedade – Valdecir Janasi – Rochas Graníticas 
6 – Coleção Niquelândia – Ciro Correia – Rochas Básicas e Ultrabásicas 
7 – Coleção Piracaia – Valdecir Janasi – Magmas Monzodioríticos e Sieníticos 
8 – Coleção Mangabal – Vicente Girardi – Complexos Máfico-Ultramáficos 
9 – Coleção Jacurici – Eliane Del Lama – Rochas Máfico-Ultramáficas 
10 – Coleção Itatiaia – Excelso Ruberti – Rochas Alcalinas 
11 – Coleção Pedra Branca – Valdecir Janasi – Sienitos 
12 – Coleção Rio Apa – Umberto Cordani – Rochas Metamórficas, Graníticas e Depósitos Neoproterozoicos 
13 – Coleção Bodoquena – Setembrino Petri – Depósitos Micríticos 
14 – Coleção Cunhaporanga – Horstpeter Ulbrich – Rochas Granitóides 
15 – Coleção Embu – Adriana Alves – Rochas Graníticas 
16 – Coleção Fernando de Noronha – Umberto Cordani – Rochas Vulcânicas 
17 – Coleção Carajás – Vicente Girardi – Rochas Basálticas 
18 – Coleção Atibaia – Horstpeter Ulbrich – Rochas Graníticas 
19 – Coleção Jacurupinga – Jorge Bettencourt – Rochas Ultramáficas-Alcalinas 
20 – Coleção Anitápolis – Vicente Girardi – Rochas Alcalinas 
21 – Coleção Nova Lacerda – Vicente Girardi – Rochas Máficas: Diabásios, Metadiabásios e Anfibolitos 
22 – Coleção Moçambique – Umberto Cordani – Rochas Magmáticas Recristalizadas em Rochas Metamórficas/Sedimentares 
23 – Coleção Santa Bárbara – Jorge Bettencourt – Maciço Granítico 
24 – Coleção Alto Rio Negro – Silvio Vlach – Rochas Graníticas 
25 – Coleção Uruguai – Vicente Girardi – Rochas Máficas 
26 – Coleção Crixás – Hidrolina – Vicente Girardi – Rochas Metamórficas: Diabásicos, Metabasitos e Anfibólitos 
27 – Coleção Paraguai – Umberto Cordani – Rochas Cristalinas 
28 – Coleção Serra da Boa Vista – Johann Schorscher – Quartzitos e Metaconglomerados Auríferos 
29 – Coleção Barro Alto – Ciro Correia – Rochas Ultramáficas 
30 – Coleção Diamantina – Vicente Girardi – Diques Máficos 
31 – Coleção Guiana Francesa – Wilson Teixeira – Rochas Metamórficas e Ígneas
32 – Coleção Sorocaba – Silvio Vlach – Rochas Graníticas 
33 – Coleção Araçuaí – Umberto Cordani – Gnaisses Migmatíticos 
34 – Coleção Pirapora – Ciro Correia – Rochas Máficas-Ultramáficas 
35 – Coleção Complexo Embu – Umberto Cordani – Rochas Cristalinas 
36 – Coleção Itariri – Vicente Girardi – Charnockitos 

## Galeria

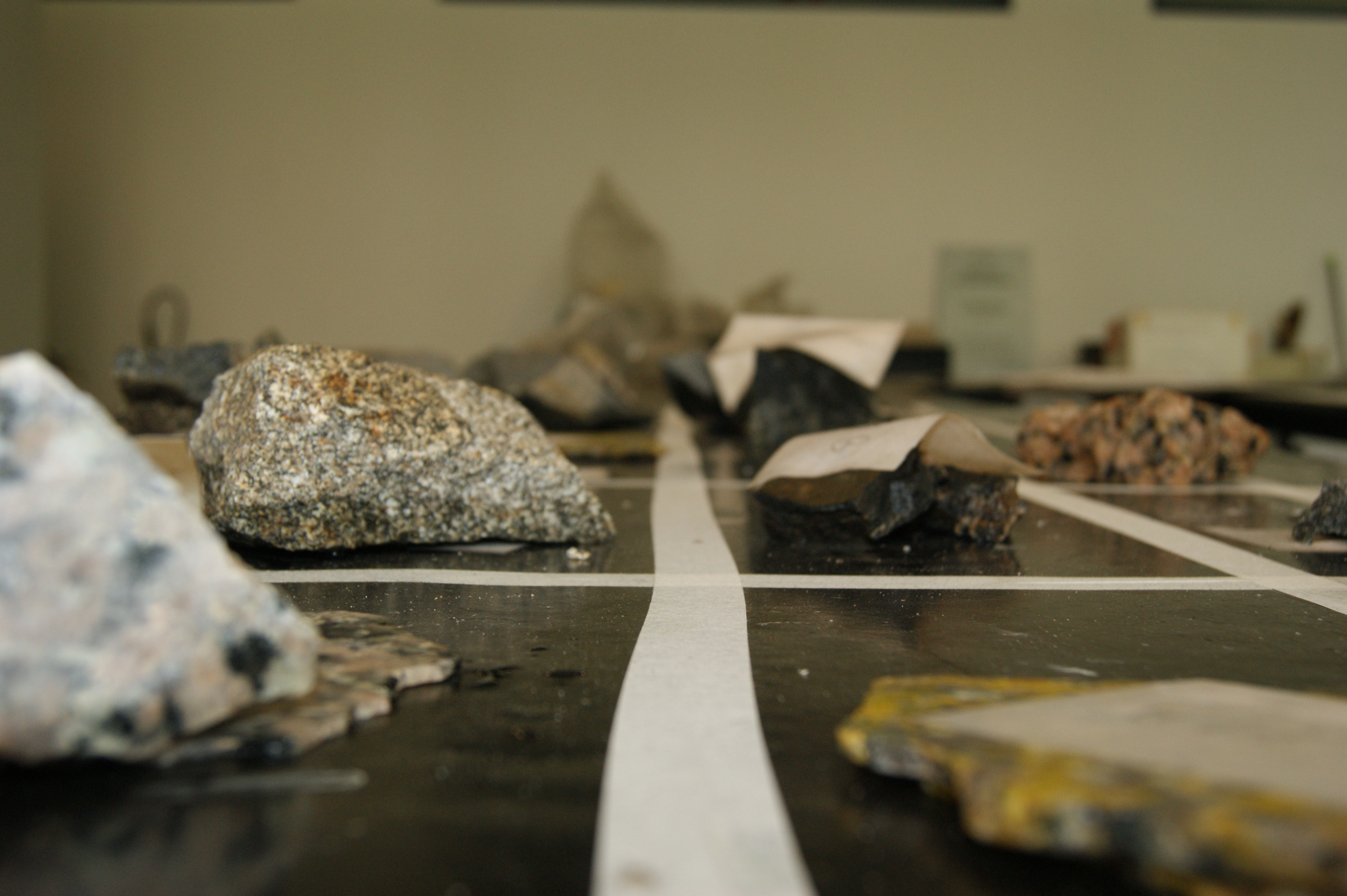
Catalogação de amostras
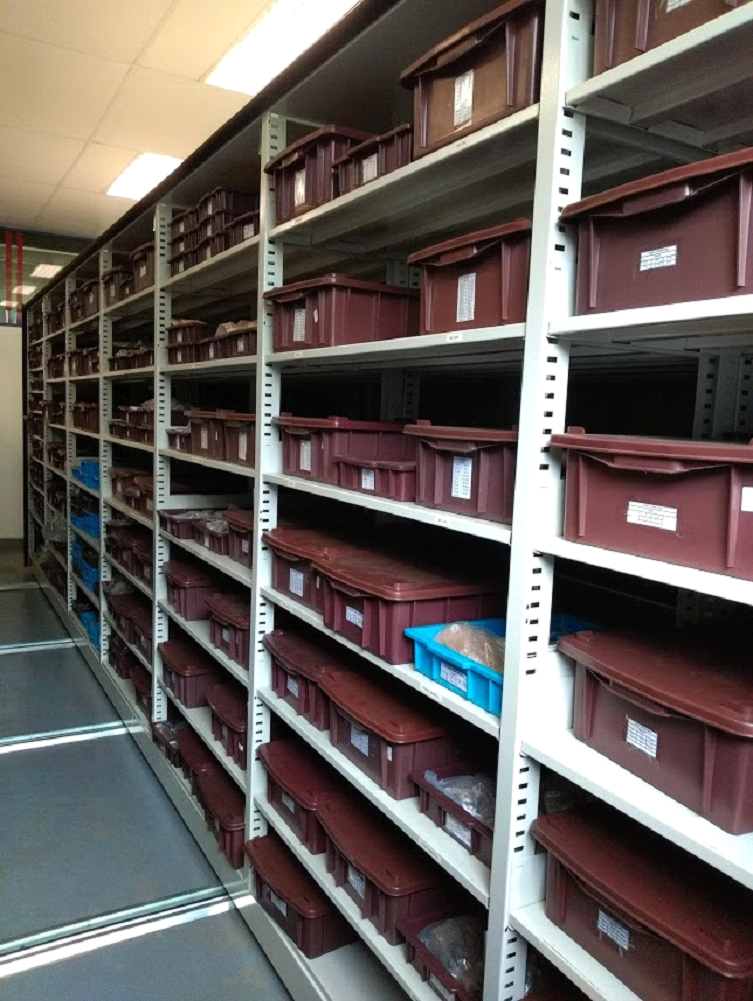
Arquivo de amostras
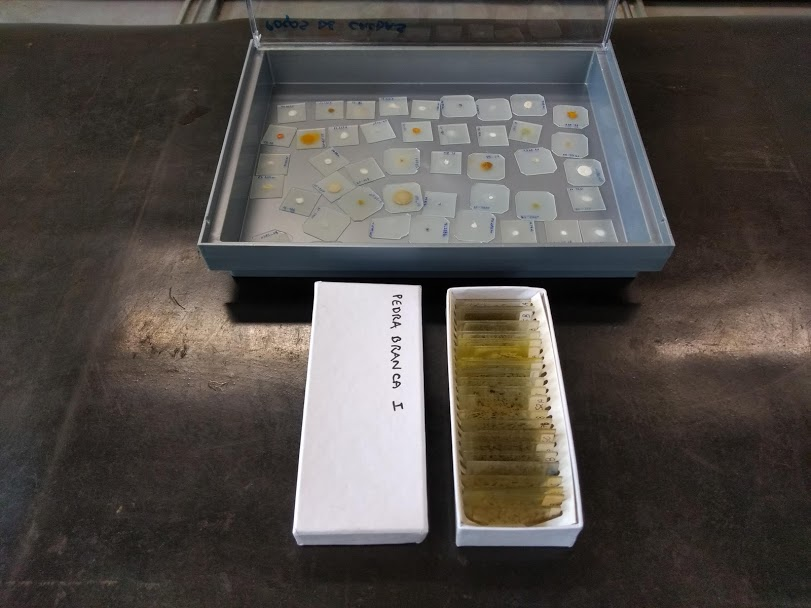
Arquivo de lâminas
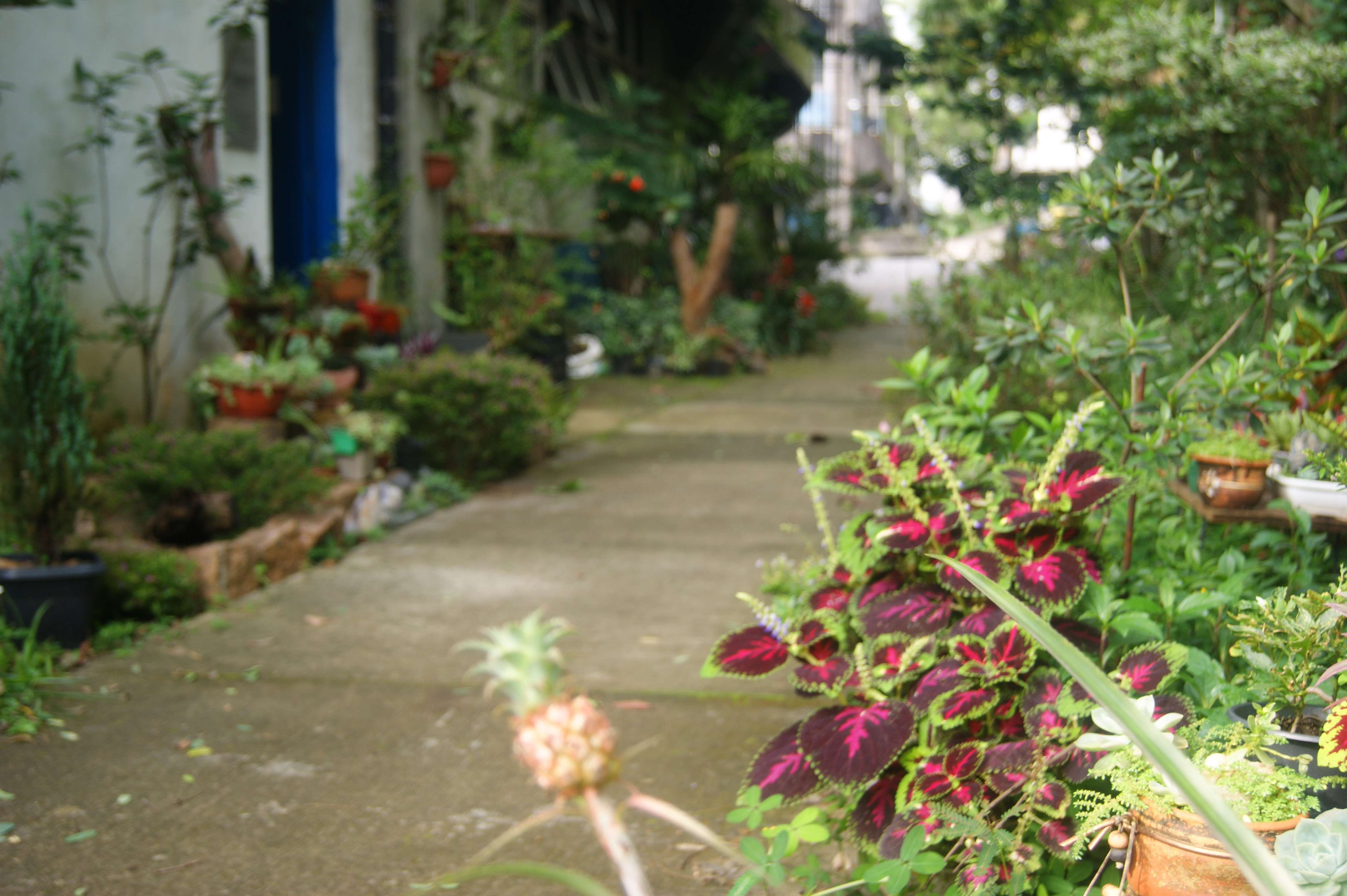
Área externa do LitoLab
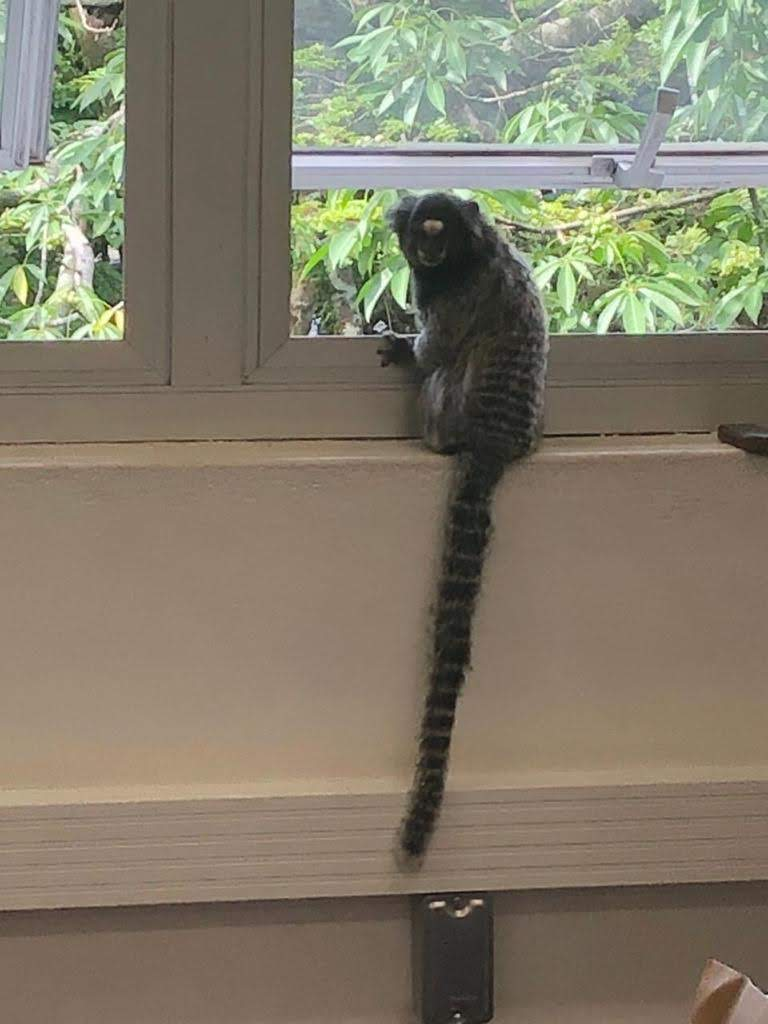
Surpresas que aparecem no LitoLab
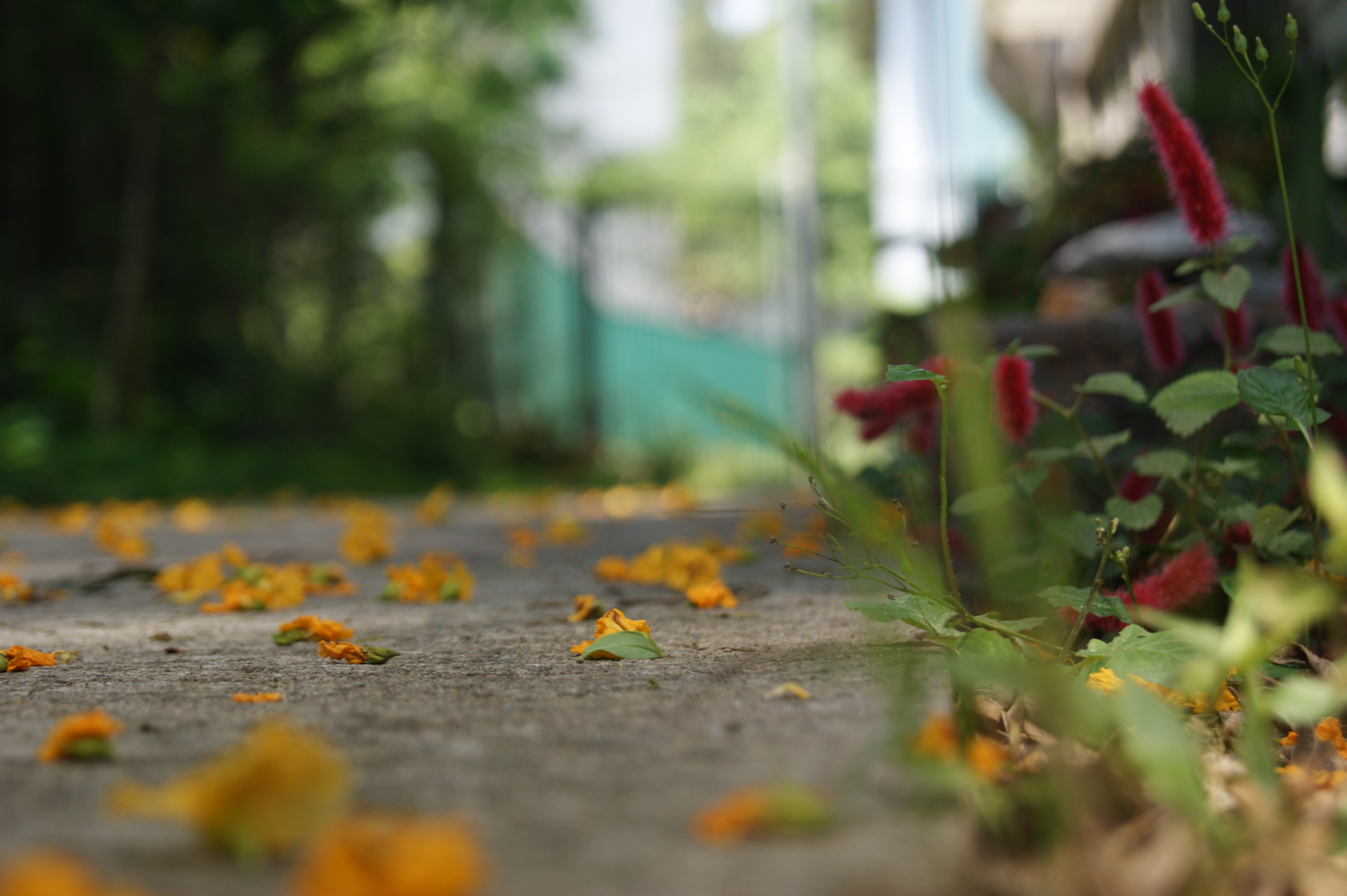
Jardim do LitoLab